# Schlacht um Gök-Tepe (1879)
Die (Erste) Schlacht um Gök-Tepe vom 9. September 1879 war das Hauptereignis der russischen Expedition gegen die Tekke-Turkmenen jenes Jahres. Eine russische Streitmacht, geführt von Nikolai Pawlowitsch Lomakin, wurde bei dem Versuch, die befestigte Stadt Gök-Tepe nach einem Marsch von 450 Kilometern vom Kaspischen Meer aus einzunehmen, geschlagen und zum Rückzug gezwungen.

## Hintergrund

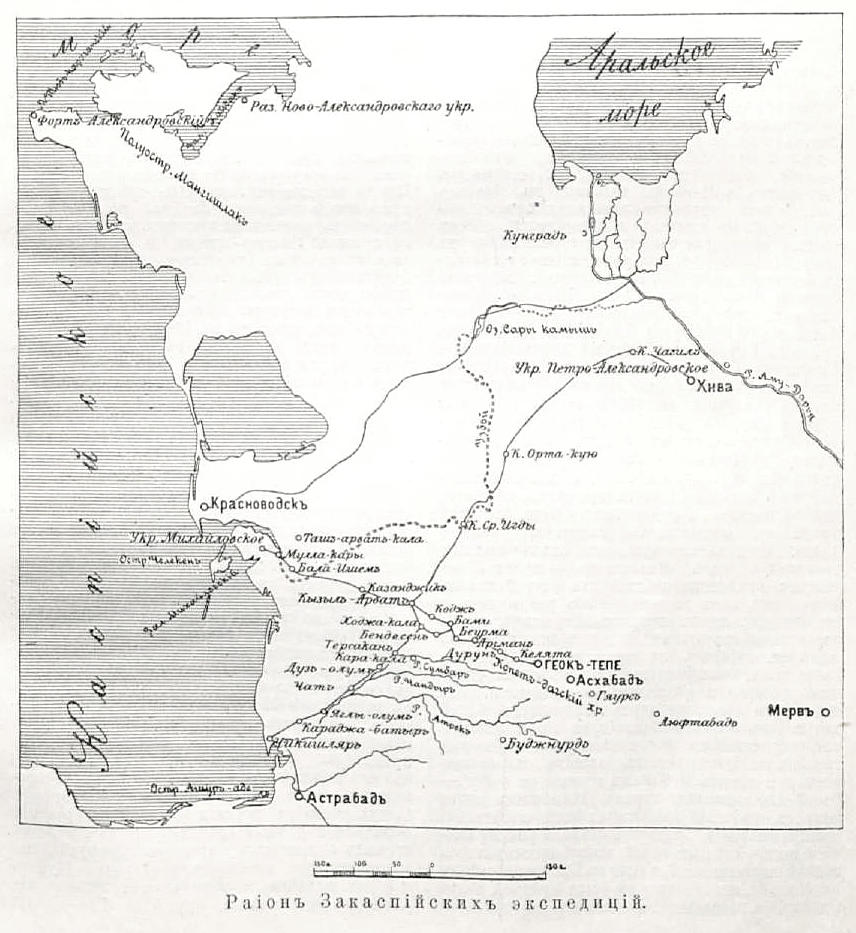
Russische Karte Transkaspiens, um 1915

Das von der Karakum-Wüste geprägte Land zwischen Kaspischem Meer im Westen und dem Fluss Amudarja im Osten wird von turkmenischen Stämmen bewohnt, die ihre Unabhängigkeit gegenüber den Khanaten im Norden und Persien im Süden lange bewahren konnten. Im Gebiet von Gök-Tepe, der Oasenlandschaft Achal-Tekke am Fuße des Gebirges Kopet-Dag, betrieben die überwiegend nomadischen Tekke (Tekinzen) Landwirtschaft. In der von einer Festung mit hohen und starken Mauern geschützten Stadt Gök-Tepe lebten zu jener Zeit rund 45.000 Menschen.
Nach den russischen Erfolgen gegen das Emirat Buchara (1868) und die Khanate Chiwa und Kokand der Jahre 1873 bis 1876 unter General Kaufmann wurde General Lomakin 1877 mit der Aufgabe einer Strafexpedition für Karawanenüberfälle in Turkmenistan betraut. Er erreichte die Festung Kizil-Arwat von Krasnowodsk aus, kehrte aber vor deren Eroberung um. Während des Russisch-Osmanischen Krieges von 1877 bis 1878 unterblieben weitere Unternehmungen. 1879 wurde Lomakins zwischenzeitlicher Nachfolger Iwan Dawidowitsch Lasarew mit einer Expedition ins Innere Turkmenistans beauftragt.

## Planung
Im Juli 1878 gab der russische Kaiser Alexander II. einen Prikas aus, in dem er die Eroberung der Achal-Tekke-Oasenregion anordnete. Ziel seines Planes war es, die Route von Krasnowodsk am Kaspischen Meer nach Merw zu öffnen. General Lasarew versammelte im Frühjahr 1879 rund 10.000 Mann, darunter 16 Bataillone Infanterie, 18 Sotnien (Ukrainisch und Russisch: сотня, Hundertschaft) und 2 Eskadronen Kavallerie sowie 34 Geschütze an der Küste des Kaspischen Meeres, um den Marsch nach Gök-Tepe anzutreten. Das Kommando über die Vorhut hatte Nikolai Sergejewitsch Dolgorukow, der Flügeladjutant des Kaisers. Der Plan sah vor, entlang der Flüsse Atrak und Sumbar nach Osten zu marschieren und auf etwa zwei Drittel des Weges in einem Bergtal ein Nachschublager aufzubauen, bevor die Schlussetappe entlang der Oasenzone begonnen wurde. Da der Ausladepunkt am Kaspischen Meer kaum mehr als ein Küstenabschnitt war, verlief das Heranbringen von Nachschub zäh. Die heißtrockenen und unhygienischen Bedingungen erschwerten den Verlauf des Unternehmens zusätzlich. Man konnte auf mehrere Tausend Kamele zurückgreifen, ein limitierender Faktor war aber die Wasser- und Futterbeschaffung für die Tragtiere.

## Anmarsch
Ab Juni setzten sich die russischen Truppen kolonnenweise in Bewegung. General Lasarew erkrankte im folgenden Monat und starb im August im russischen Fort Chat, an der Mündung des Sumbar in den Atrak gelegen. Als nächstrangältester Offizier übernahm General Lomakin den Befehl über die Expedition. Er änderte die Pläne seines Vorgängers in der Art, dass auf das Nachschublager verzichtet wurde und er sich entschloss, nicht auf die restlichen Truppen zu warten und mit nur rund 4000 Mann weiter in Richtung des Expeditionsziels vorzustoßen. Am 4. September überquerte die Marschkolonne bei Bami die Gebirgskette und wandte sich südöstlich, verlassene Dörfer durchquerend. Die Verpflegung reichte nur noch für zwei Wochen. Am 8. September war die Truppe noch 20 Kilometer von Gök-Tepe entfernt.

## Schlachtverlauf
Am nächsten Morgen umzingelten die russischen Truppen die Festung und beschossen sie mit Artillerie. In der Stadt befanden sich noch rund 15.000 kampffähige Männer und 5000 Frauen und Kinder. Das Bombardement wurde mit Explosivgeschossen durchgeführt, was große Verwüstungen verursachte. Dem Standardprozedere für solche Belagerungen folgend, ließ man einen Fluchtkorridor offen, sodass die Frauen und Kinder sich in Sicherheit bringen und fliehende Kämpfer durch Kavallerie angegriffen werden konnten. Lomakins zurückliegende Hauptkräfte erreichten die belagerte Stadt gegen 15 Uhr. Etwa eine Stunde später schickten die Belagerten Unterhändler aus, nur um zusammen mit Flüchtenden in die Festung zurückgetrieben zu werden. Gegen 17 Uhr ordnete Lomakin einen Sturmangriff an, obwohl er nur über rund 1400 Infanteristen verfügte und keine Sturmleitern verfügbar waren. Anstatt die wenigen Kräfte konzentriert anzusetzen, ließ er sie in langgezogenen Linien angreifen. Die Verteidiger dünnten diese mit ihrem Feuer aus, bevor sie die Mauern erreichten. Die wenigen Russen, die es über die Mauer schafften, wurden von einer zweiten Mauer gestoppt. Die numerisch weit überlegenen Turkmenen griffen diese nun an, wodurch die russischen Soldaten zum Rückzug gezwungen wurden. Die turkmenischen Kämpfer konnten nur durch den Einsatz von Artillerie von ihren Gegenangriffen abgehalten werden. Während der Schlacht fiel der turkmenische Befehlshaber Berdi Murad Khan durch eine Kanonenkugel.
Die Russen zogen sich während der Nacht zurück und bildeten eine Verteidigungsformation, die verfolgende turkmenische Kavallerie enthielt sich ernsthafter Angriffe auf sie. Bis zum 19. September hatten die Russen das Gebirge wieder überquert. Am 29. September traf General Arsas Artemjewitsch Tergukasow in Chat ein, um Lasarew abzulösen. Er erfuhr von dessen Tod und dem Misserfolg Lomakins. Ende Oktober waren fast alle Russen wieder am Ausgangspunkt der Expedition. Bis Jahresende befanden sich die meisten Truppen wieder auf der Westseite des Kaspischen Meeres.

## Folgen

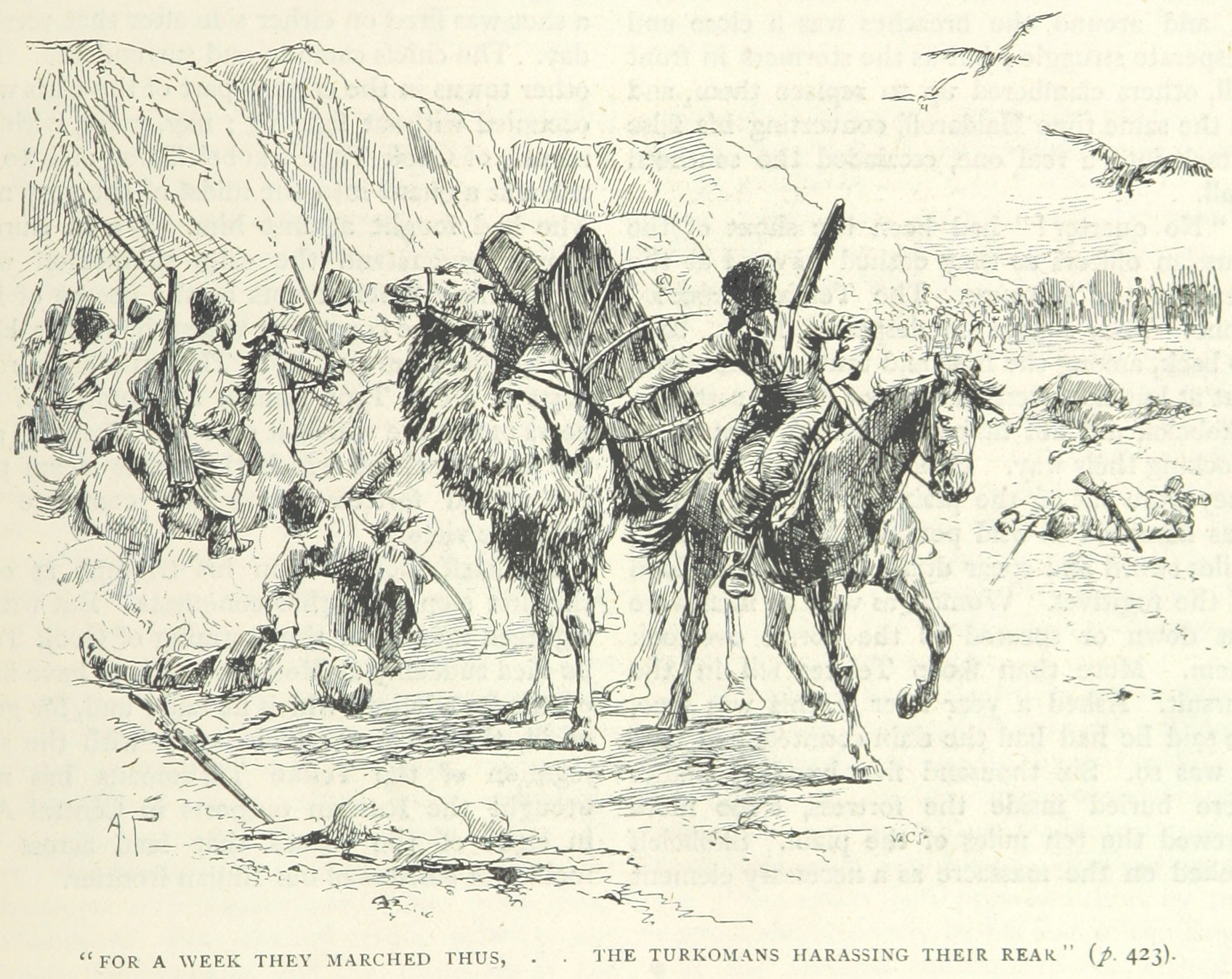
Russische Soldaten auf dem Rückzug

Die russischen Verluste betrugen weit über 400 Tote und Verwundete, die der Tekke rund 2000 Tote und ebenso viele Verwundete. Lomakin wurde für seine operativen und taktischen Fehlentscheidungen scharf kritisiert und versetzt.
Die Niederlage wurde in Russland als schmählich empfunden und man beschloss, im nächsten Jahr eine weitaus stärkere Strafexpedition unter dem Generaladjutanten des Kaisers, Michail Dmitrijewitsch Skobelew, zu entsenden, um sie zu rächen. Die Zweite Schlacht um Gök-Tepe von der Jahreswende 1880/81, in der die Russen Teile der Festung untertunnelten und sprengten, um sie anschließend zu stürmen, entwickelte sich zu einem furchtbaren Massaker an den in der Stadt Verbliebenen.